# Anthony C. Higgins

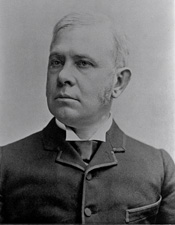
Anthony C. Higgins

Anthony C. Higgins (* 1. Oktober 1840 in Red Lion Hundred, New Castle, Delaware; † 26. Juni 1912 in New York City) war ein US-amerikanischer Politiker der Republikanischen Partei, der den Bundesstaat Delaware im US-Senat vertrat.
Nach dem Besuch einer Privatschule und des Delaware College wechselte Higgins, dessen Großvater John Clark von 1817 bis 1820 Gouverneur von Delaware war, ans Yale College, wo er 1861 graduierte. Seinen Abschluss in Jura machte er an der Law School in Harvard, ehe er 1864 in die Anwaltskammer aufgenommen wurde und in Wilmington zu praktizieren begann. Im selben Jahr diente er auch kurzzeitig während des Bürgerkrieges in der US Army.
Ebenfalls noch im Jahr 1864 wurde Higgins zum stellvertretenden Attorney General von Delaware berufen; von 1869 bis 1876 war er Bundesstaatsanwalt für Delaware. 1884 scheiterte er beim Versuch, ins US-Repräsentantenhaus gewählt zu werden; vier Jahre später erhielt er dann aber doch ein Mandat im Kongress. Von 1889 bis 1895 gehörte er dem US-Senat an, nachdem er sich gegen den Amtsinhaber Eli M. Saulsbury durchgesetzt hatte; die Wiederwahl verfehlte er allerdings. Während seiner Zeit im Senat war er Vorsitzender des Ausschusses für den öffentlichen Dienst.
Nach dem Ausscheiden aus der Politik arbeitete Higgins wieder als Anwalt in Wilmington. Dabei gehörte er zu den Verteidigern im letztlich erfolgreichen Amtsenthebungsverfahren gegen den Bundesbezirksrichter Charles Swayne.